# Ornithogalum apiculatum
Ornithogalum apiculatum är en sparrisväxtart som beskrevs av Constantine Zahariadi. Ornithogalum apiculatum ingår i släktet stjärnlökar, och familjen sparrisväxter.
Artens utbredningsområde är Syrien. Inga underarter finns listade i Catalogue of Life.